# アラトナダラ
アラトナダラ（モンゴル語: Aratnadara、中国語: 阿剌忒納答剌、? - 至順2年1月15日（1331年2月22日））は、大元ウルスの皇族で、文宗トク・テムルの息子。皇太子に任ぜられていたが、父に先立って早世したため、皇帝（カアン）位を継ぐことはなかった。
『元史』などの漢文史料では阿剌忒納答剌（ālàtènàdālà）と記される。

## 概要
トク・テムルの息子として生まれ、弟にはエル・テグス、タイピンヌらがいた。
天暦元年（1328年）、父のトク・テムルが「天暦の内乱」を制してジャヤガトゥ・カアンとして即位した頃からアラトナダラは史料上に現れ始める。同年にはトク・テムルが即位以前に自らのオルドで召し抱えていた工匠150人をアラトナダラに与えたことが記録されている。
至順元年（1330年）2月、皇后ブダシリとともに仏戒を受け、3月にはかつて世祖クビライの皇太子チンキムの王号であった「燕王」位を与えられた。同時に秩正2品の宮相府が創設されたが、これはトク・テムルを傀儡とする実力者エル・テムルが統領するものとされた。
同年8月には世祖の誕生を祝って首都の大都で仏事が7日間にわたって行われたが、この時御史台の臣下はアラトナダラを皇太子とするようトク・テムルに請うた。しかし、トク・テムルは「朕の子は未だ幼く、かつてチンキムが燕王とされた年齢に及んでいない。エル・テムルが来るを待って、協議することにしよう」と答え、アラトナダラの皇太子就任を認めなかった。また、同年10月に諸王・大臣が再びアラトナダラを皇太子にするよう請うた時も、同様にアラトナダラが未だ幼いことを理由にこれを認めなかった。
しかし、同年12月にトク・テムルは方針を転換してアラトナダラを皇太子にすることを決定し、12月2日（新暦1月18日）に宗廟に告祭し、3日後の12月5日（新暦1月21日）には詔として正式に天下に知らしめた。更にその3日後には、監察御史がかつてクビライがチンキムに姚燧ら老臣を補佐として与えたように、アラトナダラに補佐をつけるよう進言し、トク・テムルはその進言に従った。
しかし、アラトナダラは皇太子に冊立されてから1カ月後、至順2年1月15日（新暦1331年2月22日）に亡くなった。このため、次弟のエル・テグスが次に皇太子とされたが、メルキト部のバヤンの策謀によって明宗コシラの諸子（リンチンバル、トゴン・テムル）が帝位に即くこととなり、トク・テムルの諸子が帝位に即くことはなかった。
『元史』巻107表2宗室世系表には弟のエル・テグス、タイピンヌとともに子孫がいなかったと記されており、トク・テムルの家系は早くに断絶してしまった。

## 懐王トク・テムル家
- ジャヤガトゥ・カアン（文宗）(Toq temür ＞図帖睦爾/tútièmùĕr)
  - 皇太子アラトナダラ(Aratnadara ＞阿剌忒納答剌/ālàtènàdālà)
  - エル・テグス太子(El tegüs ＞燕帖古思/yàntiègŭsī)
  - タイピンヌ太子(Taipingnu ＞太平訥/tàipíngnè)